# Buhez Breiz
Buhez Breiz est une revue régionaliste bretonne fondée en 1919 par Pierre Mocaër.
La revue est sous-titrée Revue bilingue d'action bretonne et se donne pour objectif dans son premier numéro de défendre les idées régionalistes et le relèvement de la Bretagne : « Nous voulons assurer la naissance d'une Bretagne où, moralement et matériellement, il fera meilleur vivre pour tous les Bretons, où les usines ne seront pas des prisons tristes et malsaines, où les fermes ne seront pas des taudis humides et des repaires de tuberculose, où les écoles ne seront plus les lieux où l'on apprenait aux enfants à mépriser leur pays et où on les punissait quand ils parlaient leur propre langue. Nous voulons aider à l'avènement d'une Bretagne réellement celtique, où il y aura du soleil pour tout le monde, où le travail joyeusement accompli sera fructueux et où la vie intellectuelle sera digne d'un peuple civilisé ».

## Description
La revue publie 10 numéros en 1919 avant de s'arrêter brutalement, pour ne reparaître qu'à la fin de l'année 1922. Buhez Breiz publie alors près de 40 nouveaux numéros mais s'éteint définitivement avec le no 48 en décembre 1924 par manque de moyens financiers.
Le tirage de la revue n'excède probablement pas quelques centaines d'exemplaires.